# Дом тёмных бабочек (фильм)
«Дом тёмных бабочек» (фин. Tummien perhosten koti, швед. De mörka fjärilarnas hem) — финский фильм 2008 года режиссёра Доме Карукоски. Психологическая драма, рассказывающая об одном годе из жизни подростка Юхани. Экранизация одноимённого романа финской писательницы Леены Ландер.
Премьера фильма в Финляндии состоялась 11 января 2008 года. В России картина впервые была показана 26 июня 2008 года в рамках XXX Московского международного кинофестиваля — фильм участвовал в конкурсе «Перспективы».

## Сюжет
Когда Юхани было восемь, его родители были лишены родительских прав… В течение шести лет его передавали из одной приёмной семьи в другую, — и теперь он попадает на остров, на котором, кроме приюта для подростков, есть только леса, луга и камни. Нравы и порядки здесь похожи на тюремные, а директор хотя и не жесток, но очень жёсток, к тому же порой производит впечатление человека, который не совсем в себе. Старшая дочь директора действует на воспитанников, как картинка из порножурнала, а жена директора несчастна в своих отношениях с мужем и потому готова на любые перемены в своей личной жизни… Финансирование приюта прекращается, подростки могут уехать с острова, но они остаются… А затем на острове происходит убийство — и перед Юхани встаёт та же проблема, что и в детстве, когда приехала полиция и стала расспрашивать о том, что случилось с его братом…

## В ролях
- Ниило Сювяоя (фин. Niilo Syväoja) —  Юхани
- Томми Корпела (фин. Tommi Korpela) — Олави, директор приюта
- Кристина Халтту (фин. Kristiina Halttu) — Ирене, жена директора
- Кати Оутинен (фин. Kati Outinen) —  Тююне, ответственная за снабжение
- Пертти Свехолм (фин. Pertti Sveholm) — Эрик, отец Юхани
- Матлеена Куусниеми (фин. Matleena Kuusniemi) —  Майре, мать Юхани
- Ээро Милонофф (фин. Eero Milonoff) — Салми
- Марьют Маристо (фин. Marjut Maristo) — Венамо, старшая дочь директора

## Дополнительная информация
Съёмки фильма проходили в феврале—марте и июле—августе 2007 года.